# 韓完相
韓 完相（ハン・ワンサン、朝鮮語: 한완상、1936年3月18日 - ）は、大韓民国の教育者、政治家、公務員。ソウル大学校の副教授、教授を経て、尚志（サンジ）大学校総長、副総理（부총리）兼統一院長官などを歴任した。本貫は清州韓氏。忠清南道唐津郡（現在の唐津市）で生まれた。

## 学歴
- 1952年 - 1955年 慶北（キョンブク）高等学校 (경북고등학교)
- 1955年 - 1959年 ソウル大学校社会学科、卒業、学士
- 米国エモリー大学大学院政治社会学修士.
- 米国エモリー大学大学院政治社会学博士

## 経歴
- 1970年 - 1976年 -  ソウル大学校文理大学助教授、副教授
- 1976年 - 1990年 - 韓国基督者教授協議会総務・会長[4]
- 1977年 - 1980年 - 韓国基督教学生総連盟理事長[4]
- 1984年 - 1993年 - ソウル大学校社会学科教授.
- 1993年2月 - 1993年12月 - 大韓民国副総理兼第18代統一院長官
- 1994年9月 - 1998年9月 - 韓国放送通信大学校総長[1]
- 1998年 - 第4代韓民族アリラン連合会理事長
- 1999年 - 尚志（サンジ）大学校 第3代総長
- 2000年2月 - 経済正義実践市民連合統一協会理事長.
- 2001年1月 - 2002年1月 副総理兼初代教育人的資源部（교육인적자원부）長官
- 2002年10月 - 漢城大学校 第4代総長
- 2002年12月 - 盧武鉉大統領候補社会担当顧問
- 2004年12月 - 2007年12月 - 第24代大韓赤十字社（대한적십자사）総裁

## 概要
朴正煕軍事政権時代に、 民主化運動に加わって刑務所に投獄され、後にエモリー大学に学んだ。
1970年にソウル大学校の教員となったが、朴政権下では、反体制的な言動のために、2度にわたりソウル大学校の教職から追われたが、1984年に全斗煥政権下で特別復権を果たした。
政治的には、もともと金大中に近かったが、1987年の大統領選挙において、金泳三への野党候補一本化を主張し、以降は金泳三のブレーンとして活動した。
1993年、金泳三政権において副総理兼統一院長官に就任し、政権初期における対北朝鮮政策に関する大統領演説の多くの原稿を作成したが、北朝鮮に対して柔軟すぎると批判され、10か月ほどの在任後、十分な成果を上げることなく、12月の内閣改造に際して更迭された。その後も、南北関係について融和論の立場から発言を続けた。
韓国放送通信大学校総長を経て、1999年に尚志大学校総長。2001年、金大中政権の内閣改造で、副総理兼敎育人的資源部長官に就任した。当時は日本の歴史教科書問題が盛んに議論された時期であったが、韓国政府が「日本歴史教科書わい曲対策班」を設置した際に、韓は「わい曲部分が是正される時まで対策班は活動を続ける」と述べ、さらに韓国国会で「閣僚の職をかける覚悟でわい曲部分の修正に全力を尽くす」と述べた。また、「能力中心社会実現のための学園文化打破推進対策」として、企業の採用書類から学歴欄を除去することに取り組むことを閣議で提案したが、閣議の了解を得られず、韓完相は結局これを契機に辞表を出すことになった。
2002年1月に政権を離れ、10月に漢城大学校総長となった。2002年の大統領選挙では、盧武鉉の支援に回った。2004年12月、大韓赤十字社総裁となった。2005年には、大韓赤十字社総裁として北朝鮮を訪問し、平安北道竜川などを訪れた。

## 私生活
キリスト教徒であり、夫人との間に3女をもうけた。

## 著書
（括弧内の日本語書名）は説明のための仮訳であり、この書名で日本語版が刊行されているわけではない。
- 민중과 지식인（民衆と知識人）
- 서울 예수（ソウル イエス）
- 한국민중교육론（韓国民中教育論）
- 한국사회학（韓国社会学）
- 4.19혁명론 1（4.19革命論）
- 다시 한국의 지식인에게（再び韓国の知識人へ）
- 깊은 신앙 넓은 신학（深く信仰広い神学）
- 저 낮은 곳을 향하여（あの低い場所に向かって）
- 밖에서 본 자화상（外から見た自画像）
- 예수없는 예수교회（イエスのいないイエス教会）
- 지식인과 허위의식（知識人と虚偽意識）

## 叙勲
- 1994年 青条勤政勲章